# Francisco Javier García Valledor
Francisco Javier García Valledor (Oviedo, Asturias, 7 de marzo de 1958) es un político y profesor español. Fue diputado en la Junta General del Principado de Asturias entre 1995 y 2009, cuando dimite por disconformidades con Izquierda Unida, partido en el que militaba.

## Biografía
Este político afincado en Gijón desde 1984, es licenciado en Filosofía y Letras por la Universidad de Oviedo. En su vida profesional, fue profesor de Enseñanza Media en las materias de Geografía, Historia y Arte en el Colegio de las Ursulinas de Gijón hasta la promoción de 2015/2016.

## Carrera política
En las etapas finales del franquismo, García Valledor se moviliza en los grupos católicos obreristas y antifranquistas. Ingresa en el Partido Comunista de España en 1976. En el año 1977 es nombrado responsable de la Agrupación Universitaria del PCA hasta el año 1980. Desde ese año a 1986, se interna en el mundo sindical formando parte de la ejecutiva de la Federación de Enseñanza de Comisiones Obreras de Asturias.
En 1986, tras participar en la creación de Izquierda Unida, ingresa en esta formación política, en la que se mantuvo hasta octubre de 2010. En 1991 fue elegido coordinador de Izquierda Unida en la asamblea de Gijón.

### Diputado por IU (1995-2009)
En las elecciones autonómicas de 1995 es elegido diputado de la Junta General del Principado de Asturias, además de ser nombrado miembro de la Comisión Ejecutiva de Izquierda Unida de Asturias. En esa legislatura (1995-1999) desempeña los cargos de Vicepresidente Segundo y Presidente de la Comisión de Política Cultural. En las votaciones del año de 1999 mantiene su escaño de diputado en la Junta, en este cargo crea la Comisión de Derecho Consuetudinario Asturiano de la que es nombrado presidente. Desde abril de 2000 fue portavoz de Izquierda Unida tras suceder a Gaspar Llamazares al frente de la organización.
En 2003 fue el candidato de la coalición a la Presidencia del Principado, máxima responsabilidad del Gobierno de Asturias. Durante la legislatura 2003-2007 fue Consejero de Justicia, Seguridad Pública y Relaciones Exteriores del Gobierno de Asturias en virtud del acuerdo suscrito entre la FSA-PSOE e Izquierda Unida-Bloque por Asturies tras las elecciones autonómicas de 2003 por el que se constituyó el Gobierno Plural de la Izquierda en Asturias.
El 17 de diciembre de 2009 presentó su acta de dimisión como diputado de Izquierda Unida en el parlamento asturiano, tras no acatar la decisión de su partido de votar a favor en los presupuestos de 2010, siendo estos aprobados igualmente. García Valledor había sido diputado en las legislaturas IV, V, VI y VII
Finalmente, en octubre de 2010 abandonaría de forma definitiva su militancia en dicha formación.